# Еллен Бенедіксон
Еллен Бенедіксон (англ. Ellen Benediktson; нар. 25 квітня 1995, Лимхамн, Швеція) — шведська співачка та авторка пісень, найвідоміша своєю участю в конкурсах пісні «Melodifestivalen» 2014, 2015 та 2020 років.

## Кар'єра
Еллен Бенедіксон вперше привернула до себе увагу в 2013 році, коли виконала на репетиції Євробачення 2013 пісню, що представляла Францію «L enfer et moi». Наступного року вона взяла участь у пісенному конкурсі Melodifestivalen 2014 з піснею «Songbirdruen». Бенедіксон посіла друге місце у півфіналі і в підсумку потрапила до фіналу, де досягла сьомого місця. У квітні 2014 року Еллен записала і випустила пісню «When the Sun Comes Up», яка увійшла до збірки, створеної за підтримки шведської феміністичної політичної партії «Феміністська ініціатива». 2015 року брала участь у Melodifestivalen 2015 з піснею «Insomnia». Вона посіла п'яте місце в третьому півфіналі й вибула зі змагання.

## Дискографія

### Сингли
| «Songbird»                                                                    | 2014 | 35 |  | Неальбомний сингл |
| «When the Sun Comes Up»                                                       | 2014 | —  |  | F!                |
| «Insomnia»                                                                    | 2015 | 88 |  | Неальбомний сингл |
| Лора Нокс                                                                     |      |    |  |                   |
| «Save A Little Love»                                                          | 2016 | —  |  | Неальбомний сингл |
| «Body Shots»                                                                  | 2017 |    |  | Неальбомний сингл |
| «—» означає, що сингл не потрапив в чарти або не виходив на певній території. |      |    |  |                   |